# Brian O'Meara
Brian Trant O’Meara (Cork, 5 aprile 1976) è un ex rugbista a 15 irlandese, tre quarti centro sia di Leinster che di Munster e internazionale per l’Irlanda alla Coppa del Mondo di rugby 1999.

## Biografia
Benché nato e cresciuto a Cork, nella provincia di Munster, per la cui union iniziò la carriera professionistica, O'Meara spese gran parte della sua carriera a Dublino presso il Leinster, con cui vinse la Celtic League nel 2002.
Fu in Nazionale irlandese dal 1997 al 2003 e prese parte alla Coppa del Mondo di rugby 1999; al suo attivo anche vari inviti nei Barbarians, il più recente dei quali nel 2006.
Nel novembre 2005 divenne il quarto giocatore a raggiungere le 100 presenze complessive (campionato interprovinciale, Coppe europee e Celtic League) per Leinster.
Terminato il suo impegno con Leinster, nel 2006 tornò a Munster con un contratto di un anno come jolly per coprire il ruolo di mediano di mischia lasciato scoperto per infortuni nell'organico.
Dopo il ritiro dall'attività è divenuto insegnante alla scuola St Michael's di Dublino, della cui squadra di rugby è anche allenatore.

## Palmarès
- Celtic League: 1
Leinster: 2001-02